# K레이션

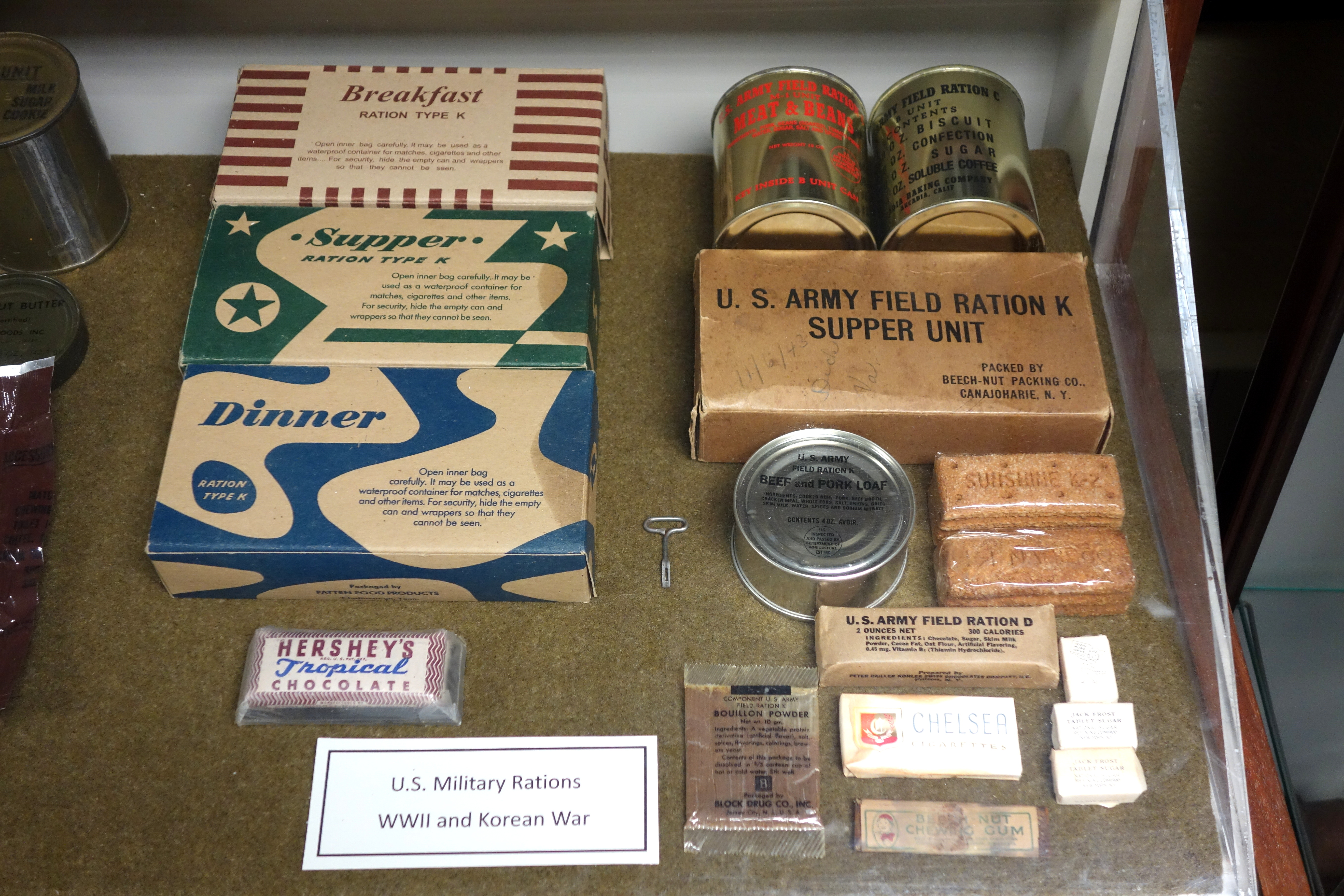

K레이션(K-ration)은 1941년에 미국 미네소타 대학교의 안셀 키스(Ansel Keys, 그의 이름을 따서 K-레이션이라 명명) 박사에 의해 고안된 미국 육군의 전투식량이다.
먼저 가까운 군부대에서 직접 실험을 거치는데 이후 육군은 여기에 몇 가지를 더 추가시킨 후에 1942년부터 공수부대에 보급하고 있다.

## 구성

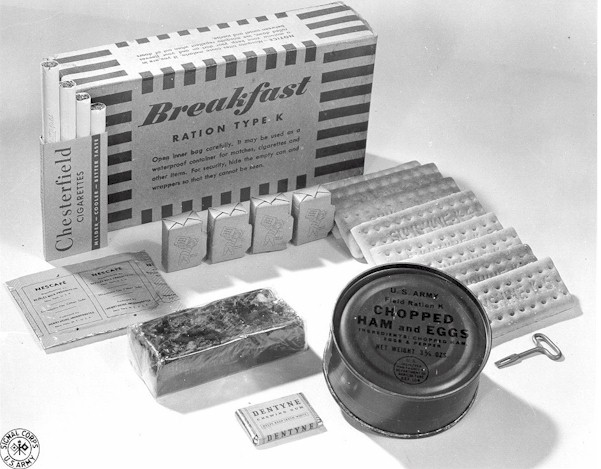
K레이션 브렉퍼스트(아침)
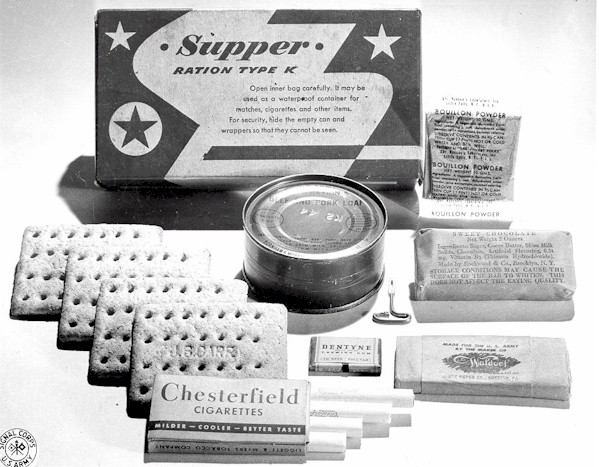
K레이션 서퍼(점심)
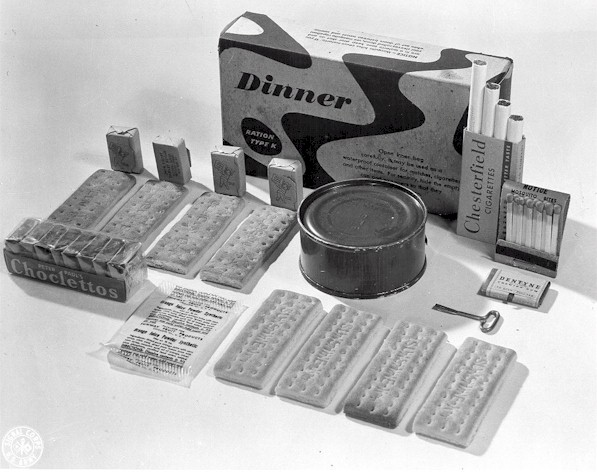
K레이션 디너(저녁)

하루 3끼 기준으로 아침, 점심, 저녁 3가지로 메뉴가 포장되어 있다.
- 아침: 다진고기와 계란캔1개, 비스킷 (K1과 K2타입 2종), 압착 시리얼바, 인스턴트커피, 프루츠 바, 껌, 각설탕, 담배 4개비, 정수제, 캔따개, 화장지, 스푼
- 점심 : 다진고기와 계란캔1개, 비스킷 (K1과 K2타입 2종), 농축분말 푸용, 설탕과자, 껌, 인스턴트 커피, 각설탕, 담배 4개비, 캔따개, 스푼
- 저녁 : 치즈캔1개, 비스킷 (K1과 K2타입 2종), 캔디, 껌, 합성 비타민음료 분말(오렌지, 레몬, 포도 등), 설탕, 정제소금, 담배4개비, 종이성냥, 캔따개, 스푼

## 소모 시기
제2차 세계 대전의 종전과 함께 생산을 중단하였을 때, 백만개의 재고가 남았다. 이 것은 5년 뒤에 발발한 한국 전쟁에 참전한 미군에게 보급되면서 완전히 소모되었다.

## 같이 보기
- C-레이션